# Frankenia bracteata
Frankenia bracteata är en frankeniaväxtart som beskrevs av Porphir Kiril Nicolai Stepanowitsch Turczaninow. Frankenia bracteata ingår i släktet frankenior, och familjen frankeniaväxter. Inga underarter finns listade i Catalogue of Life.